# Falu IF
Falu IF är en ishockeyförening i Falun, bildad 1968 genom sammanslagning av Falu BS ishockeysektion och Falu GIF. Föreningen har spelat flera säsonger i gamla Division I. Framgångsrikaste säsongen under denna period var 1983/1984 då man nådde Allsvenskan som vid denna tid var en slutspelsserie för Division I. Falu IF:s juniorlag har under 2010-talet spelat i J18 Elit respektive J20 Elit de flesta säsongerna. Klubben hade tidigare ett damlag som var framgångsrikt i Nationella Damhockeyligan.  Föreningens hemvist är Lugnets ishall som ligger vid Lugnet i Falun. 
Efter färdigspelad säsong 2022/2023 erbjöds Falu IF en plats i Hockeyettan, efter att Vita Hästen gått i konkurs. Falu IF erbjöds platsen som högst rankade andraplacerade lag i kvalserierna.. Det innebär att man säsongen 2023/2024 spelar i Hockeyettan.

## Framgångar
Föreningens största framgång efter kvalet till högstaligan 1969 var under säsongen 1983/84. Man spelade då i Division I. Bland annat besegrade man Örebro med 8–3, och tog sig till slutspelsserien Allsvenskan. Övriga lag i denna allsvenska serie var Troja, Hammarby, Mora, Huddinge, Timrå, HV71 och Luleå. Efter fem spelade omgångar ledde Falu IF serien före Luleå och HV71. Stor del i Falu IF:s framgångar hade förstås tränaren Dan Söderström. Duktiga spelare i laget var bland andra Lasse Stenvall som målvakt, Kent Lantz, Per-Olov “Pola” Lundgren , Ulf Zetterström, Roger Widlund, Kjell-Åke Johansson, Bengt-Erik Hammarström, Jörgen Lundberg, Jan Lindberg, Anders Viksten, Leif Eriksson, Hasse Gänger och Kjell Brus.

## Säsonger
| Säsong                                           | Division            | Placering | Vårserie                  | Playoff/Kval                                    |
| Falu IF                                          | Falu IF             | Falu IF   | Falu IF                   | Falu IF                                         |
| ------------------------------------------------ | ------------------- | --------- | ------------------------- | ----------------------------------------------- |
| 1968/1969                                        | Division II Östra A | 1         |                           | 3:a i kvalserien                                |
| 1969/1970                                        | Division II Östra A | 3         |                           |                                                 |
| 1970/1971                                        | Division II Östra A | 2         |                           |                                                 |
| 1971/1972                                        | Division II Östra A | 4         |                           |                                                 |
| 1972/1973                                        | Division II Östra A | 5         |                           |                                                 |
| 1973/1974                                        | Division II Östra A | 4         |                           |                                                 |
| 1974/1975                                        | Division II Västra  | 5         |                           |                                                 |
| 1975/1976                                        | Division I Västra   | 9         |                           |                                                 |
| 1976/1977                                        | Division I Västra   | 7         |                           |                                                 |
| 1977/1978                                        | Division I Västra   | 8         |                           |                                                 |
| 1978/1979                                        | Division I Västra   | 5         |                           |                                                 |
| 1979/1980                                        | Division I Västra   | 6         |                           |                                                 |
| 1980/1981                                        | Division I Västra   | 10        |                           | nerflyttade                                     |
| 1981–1983 spelade man i Division II.             |                     |           |                           |                                                 |
| 1983/1984                                        | Division I Västra   | 2         | 7:a i Allsvenskan         |                                                 |
| 1984/1985                                        | Division I Västra   | 5         | 3:a i fortsättningsserien |                                                 |
| 1985/1986                                        | Division I Västra   | 8         | 6:a i fortsättningsserien |                                                 |
| 1986/1987                                        | Division I Västra   | 9         | 7:a i fortsättningsserien |                                                 |
| 1987/1988                                        | Division I Västra   | 4         | 3:a i fortsättningsserien |                                                 |
| 1988/1989                                        | Division I Västra   | 3         | 4:a i fortsättningsserien |                                                 |
| 1989/1990                                        | Division I Västra   | 4         | 5:a i fortsättningsserien |                                                 |
| 1990/1991                                        | Division I Västra   | 9         | 8:a i fortsättningsserien | nerflyttade                                     |
| 1991–1995 spelade man i Division II.             |                     |           |                           |                                                 |
| Team Falun HF                                    |                     |           |                           |                                                 |
| 1995/1996                                        | Division I Västra   | 3         | 5:a i fortsättningsserien |                                                 |
| 1996/1997                                        | Division I Västra   | 6         | 3:a i fortsättningsserien |                                                 |
| 1997/1998                                        | Division I Västra   |           |                           | konkurs under säsongen                          |
| Efter konkursen fick man börja om i Division III |                     |           |                           |                                                 |
| Falu IF                                          |                     |           |                           |                                                 |
| 2003/2004                                        | Division 1 Västra A | 5         | 2:a i vårserien           | 1:a i kval till Division I                      |
| 2004/2005                                        | Division 1 Västra   | 9         |                           |                                                 |
| 2005/2006                                        | Division 1C         | 6         |                           |                                                 |
| 2006/2007                                        | Division 1C         | 10        | 7:a i vårserien           | 1:a i kvalserien                                |
| 2007/2008                                        | Division 1C         | 8         | 5:a i vårserien           | nerflyttade                                     |
| 2008–2010 spelade man i Division 2               |                     |           |                           |                                                 |
| 2010/2011                                        | Division 1C         | 10        | 5:a i fortsättningsserien | 1:a i kvalserien                                |
| 2011/2012                                        | Division 1C         | 3         | 6:a i Allettan Mellan     |                                                 |
| 2012/2013                                        | Division 1C         | 1         | 7:a i Allettan Mellan     |                                                 |
| 2013/2014                                        | Division 1C         | 8         | 4:a i fortsättningsserien | 1:a i kvalserien, avstod sin plats i Division 1 |
| 2014–2023 spelade man i Hockeytvåan              |                     |           |                           |                                                 |
| 2023/2024                                        | Hockeyettan Västra  | 6         | 3:a i Vårettan Norra      | Utslagna av Kalix i slutspelet                  |
| 2024/2025                                        | Hockeyettan Västra  | 10        |                           |                                                 |